# Indische Rugby-Union-Nationalmannschaft
Die indische Rugby-Union-Nationalmannschaft repräsentiert Indien in der Rugby Union. Das Team ist vom International Rugby Board (IRB) als Nationalmannschaft der dritten Kategorie eingestuft.

## Geschichte
Indiens Geschichte in der Rugby Union ist recht jung. So fand das erste internationale Spiel einer Nationalmannschaft erst 1998 statt, obwohl der Verband bereits 30 Jahre vorher gegründet worden war. Das Spiel gegen Singapur endete mit einer enttäuschenden 0:85-Niederlage. Es dauerte ganze sechs Jahre und 14 Spiele, bis das Team nach einem klaren Sieg über Pakistan den Platz erstmals als Sieger verlassen konnte.
Daraufhin meldete sich das Team zur Qualifikation für die Rugby-Union-Weltmeisterschaft 2007 an. Nach einer Niederlage zum Auftakt gegen Kasachstan und einem überraschenden Sieg gegen Malaysia, denen man sich zwei Jahre zuvor noch geschlagen geben musste, kam man im entscheidenden Spiel gegen Guam, die zu ihrem ersten Länderspiel antraten, nicht über ein Unentschieden hinaus und schied in der Qualifikation frühzeitig aus.
Seit 2008 nimmt Indien an den Asian Five Nations teil. Zunächst wurde das Team in die zweite Division eingeordnet, wo es bei der ersten Ausgabe gegen Pakistan einen historischen 92:0-Erfolg feiern konnte. Aufgrund der Niederlage zuvor gegen Thailand schied Indien jedoch in der Qualifikation zur WM 2011 aus. 

## Teilnahmen an Weltmeisterschaften
- 1987 nicht teilgenommen
- 1991 nicht teilgenommen
- 1995 nicht teilgenommen
- 1999 nicht teilgenommen
- 2003 nicht teilgenommen
- 2007 1. Qualifikationsrunde
- 2011 1. Qualifikationsrunde